# Slijkwell
Slijkwell est un hameau néerlandais de la commune de Maasdriel, situé entre Well et Wellseind. Le hameau se trouve en contrebas de la digue qui protège Well et Slijkwell des crues de l'Afgedamde Maas (anciennement la Meuse). Slijkwell est coupé en deux par la N831.